# 프리마 카테고리아 1911-12
프리마 카테고리아 1911-12는 15번째로 열리는 이탈리아 축구 리그의 최상위 대회이며, 본 시즌은 1911년 9월 24일에 시작하여 1912년 4월 28일에 종료했다. 우승구단은 프로 베르첼리이며, 네 번째 우승을 거두었다.

## 시즌
본 토너먼트 대회는 이탈리아 축구 연맹(FIGC)에서 주최한 열다섯 번째 이탈리아 축구 리그다.

### 소식

#### 리그 확장
이번 시즌 리그 구성은 과거와 다른 단일 리그전으로 개편했다. 리그 참가 구단 수도 몬페라토에 위치한 (1913-14 시즌에서 우승을 거두는)카살레가 합류하면서 이전의 아홉 구단에서 열 구단으로 확대됐다. 카살레는 시즌 전 참가 예선에서 세콘다 카테고리아에서 준수한 성적을 거두었던 라싱 리베르타스를 상대로 승리를 거두며 프리마 카테고리아 참가 자격을 얻었다.
지난 시즌에 겪었던 여러 혼란을 막기위해서, 연맹은 겨울 기상 상황으로 인한 리그 진행에 차질을 겪지 않기 위해 10월에 리그를 최대한 빨리 개최하려 했다.

### 구성
지역으로 나눠진 두개의 대회 후, 결승전으로 진행된다.

### 대회
이번 1911-12 시즌 다수의 국가대표팀 선수들이 소속된 프로 베르첼리는 두번째 리그 연패 기록을 세웠다. 2위로 시즌을 마친 밀란은 첫 라운드 도리아-프로 베르첼리 경기가 중단되고 시즌 말로 연기가 되면서 베르첼리 구단보다 한 경기를 더 치르며 시즌을 시작했다. 밀란은 승점 1점차로 리그 선두를 유지하고 있었으나 밀란을 똑같이 따라간 프로 베르첼리가 상기한 연기된 시즌 첫 라운드 경기이며 시즌 마지막 경기에서 승리를 거두며 역전됐고 우승이 넘어갔다. 밀란은 리그 최고의 공격과 수비를 구축하고 있었는데, 그 중심에는 알도 체베니니와 루이 판 헤허 선수가 있었다. 밀란은 프로 베르첼리와의 두 경기에서 모두 무승부를 거뒀으나, 리그 최하위를 기록하게 되는 피에몬테와의 리그 첫 경기에서 무승부를 거두는데, 이 결과가 밀란의 발목을 붙잡는 결정적인 경기가 됐다. 18라운드까지 진행 후, 재경기 전까지 밀란은 승점 29점으로서 승점 28점을 기록한 프로 베르첼리를 앞서고 있었으나, 밀란은 하나의 재경기를 베르첼리는 두 경기를 앞두고 있었다. 2월 24일 베르첼리는 우여곡절 끝에 카살레를 상대로 승리를 거두며 역전에 성공했고, 4월 21일 안드레아 도리아를 3-0으로 이기고 밀란을 승점 3점 차로 벌리며 우승을 확정지었다. 4월 28일 밀란은 리그 마지막 경기를 맞게 됐으나 이미 우승은 확정된 상태였고, 제노아를 상대로 밀란은 승리를 챙겼다.
동부 조는 구단 간 전력이 평준화되어있었고, 그 속에서 베네치아가 조 선두를 차지한다. 하지만 언론에서는 이미 베르첼리를 리그 챔피언으로 보도하고 있었고, 결선에서 프로 베르첼리는 종합 점수 13-0으로 베네치아를 압도하며 우승을 확정지었다.

## 시즌 전 예선
| 카살레     | 1 – 1 | 라싱 리베르타스 |
| ---------- | ----- | --------------- |
| 베레타 39′ |       | 62′ 라디체      |

| 라싱 리베르타스 | 0 – 1 | 카살레     |
| --------------- | ----- | ---------- |
|                 |       | 25′ 사라소 |

### 결과
- 카살레가 리그 본선에 진출.

## 본 대회

### 참가 구단
| 구단             | 도시           | 홈 경기장                                   | 지난 시즌                         |
| ---------------- | -------------- | ------------------------------------------- | --------------------------------- |
| 안드레아 도리아  | 제노바         | 캄포 스포르티보 델라 카옌나                 | 프리마 카테고리아 북서부 조 4위   |
| 카살레           | 카살레몬페라토 |                                             | 세콘다 카테고리아 피에몬테 조 2위 |
| 제노아           | 제노바         | 캄포 디 비아 델 피아노                      | 프리마 카테고리아 북서부 조 5위   |
| 인테르나치오날레 | 밀라노         | 캄포 디 리파 티치네세                       | 프리마 카테고리아 북서부 조 6위   |
| 유벤투스         | 토리노         | 스타디오 디 코르소 세바스토폴리             | 프리마 카테고리아 북서부 조 9위   |
| 밀란             | 밀라노         | 캄포 밀란 디 포르타 몬포르테, 아레나 치비카 | 프리마 카테고리아 북서부 조 2위   |
| 피에몬테         | 토리노         |                                             | 프리마 카테고리아 북서부 조 7위   |
| 프로 베르첼리    | 베르첼리       | 캄포 피아찰레 콘테 디 토리노                | 프리마 카테고리아 우승            |
| 토리노           | 토리노         | 캄포 디 피아차 다르미 "라코 크로세타"       | 프리마 카테고리아 북서부 조 3위   |
| US 밀라네세      | 밀라노         | 캄포 디 비아 스텔비오                       | 프리마 카테고리아 북서부 조 8위   |

### 최종 순위
| 순위 | 팀                | 경기 | 승 | 무 | 패 | 득 | 실 | 차  | 승점 |
| ---- | ----------------- | ---- | -- | -- | -- | -- | -- | --- | ---- |
| 1    | 프로 베르첼리 (C) | 18   | 15 | 2  | 1  | 50 | 12 | +38 | 32   |
| 2    | 밀란              | 18   | 14 | 3  | 1  | 60 | 10 | +50 | 31   |
| 3    | 제노아            | 18   | 10 | 4  | 4  | 35 | 21 | +14 | 24   |
| 4    | 인테르나치오날레  | 18   | 10 | 1  | 7  | 42 | 21 | +21 | 21   |
| 4    | 토리노            | 18   | 8  | 5  | 5  | 31 | 31 | 0   | 21   |
| 6    | 카살레            | 18   | 6  | 3  | 9  | 20 | 27 | -7  | 15   |
| 6    | 안드레아 도리아   | 18   | 7  | 1  | 10 | 24 | 37 | -13 | 15   |
| 8    | 유벤투스          | 18   | 3  | 3  | 12 | 22 | 47 | -25 | 9    |
| 9    | US 밀라네세       | 18   | 3  | 2  | 13 | 18 | 52 | -34 | 8    |
| 10   | 피에몬테          | 18   | 1  | 2  | 15 | 15 | 59 | -44 | 4    |

| - 범례 : 캄피오네 디탈리아 (이탈리아 챔피언) | - 참고 : 승리 시 2점, 무승부 1점, 패배 시 0점 동일 승점은 동일 순위 |

#### 우승 주역
| 포메이션 (2-3-5)                                                                               | 선수 (포지션)      |
| ---------------------------------------------------------------------------------------------- | ------------------ |
| 인노첸티 비나스키 발레 베라르도 II 아라 밀라노 I 레오네 I 밀라노 II 페라로 I 람피니 I 코르나 I | 조반니 인노첸티    |
| 인노첸티 비나스키 발레 베라르도 II 아라 밀라노 I 레오네 I 밀라노 II 페라로 I 람피니 I 코르나 I | 안젤로 비나스키    |
| 인노첸티 비나스키 발레 베라르도 II 아라 밀라노 I 레오네 I 밀라노 II 페라로 I 람피니 I 코르나 I | 모데스토 발레      |
| 인노첸티 비나스키 발레 베라르도 II 아라 밀라노 I 레오네 I 밀라노 II 페라로 I 람피니 I 코르나 I | 펠리체 베라르도 II |
| 인노첸티 비나스키 발레 베라르도 II 아라 밀라노 I 레오네 I 밀라노 II 페라로 I 람피니 I 코르나 I | 구이도 아라        |
| 인노첸티 비나스키 발레 베라르도 II 아라 밀라노 I 레오네 I 밀라노 II 페라로 I 람피니 I 코르나 I | 주세페 밀라노 I    |
| 인노첸티 비나스키 발레 베라르도 II 아라 밀라노 I 레오네 I 밀라노 II 페라로 I 람피니 I 코르나 I | 피에트로 레오네 I  |
| 인노첸티 비나스키 발레 베라르도 II 아라 밀라노 I 레오네 I 밀라노 II 페라로 I 람피니 I 코르나 I | 펠리체 밀라노 II   |
| 인노첸티 비나스키 발레 베라르도 II 아라 밀라노 I 레오네 I 밀라노 II 페라로 I 람피니 I 코르나 I | 피에트로 페라로 I  |
| 인노첸티 비나스키 발레 베라르도 II 아라 밀라노 I 레오네 I 밀라노 II 페라로 I 람피니 I 코르나 I | 카를로 람피니 I    |
| 인노첸티 비나스키 발레 베라르도 II 아라 밀라노 I 레오네 I 밀라노 II 페라로 I 람피니 I 코르나 I | 카를로 코르나 I    |

### 경기 결과

#### 클럽 간 결과
| 원정홈           | USM | MIL | ADO | JUV | INT | GEN | CSL | TOR | PVE | PIE |
| US 밀라네세      |     | 1–5 | 1–2 | 2–0 | 0–5 | 3–2 | 0–1 | 0–1 | 0–7 | 3–1 |
| 밀란             | 6–0 |     | 4–0 | 8–1 | 2–1 | 1–0 | 6–0 | 3–1 | 2–2 | 1–1 |
| 안드레아 도리아  | 4–2 | 0–4 |     | 1–0 | 0–2 | 1–2 | 2–1 | 3–1 | 0–2 | 8–0 |
| 유벤투스         | 1–1 | 0–4 | 4–0 |     | 0–4 | 1–5 | 2–2 | 1–1 | 1–3 | 5–2 |
| 인테르나치오날레 | 2–0 | 0–3 | 4–0 | 6–1 |     | 1–3 | 0–1 | 1–1 | 2–1 | 5–1 |
| 제노아           | 3–2 | 1–0 | 1–1 | 2–0 | 3–2 |     | 1–1 | 2–2 | 0–1 | 5–1 |
| 카살레           | 2–0 | 0–1 | 3–0 | 2–0 | 0–3 | 1–2 |     | 2–2 | 1–2 | 2–0 |
| 토리노           | 6–2 | 1–6 | 2–0 | 2–1 | 2–1 | 2–2 | 1–0 |     | 1–5 | 2–1 |
| 프로 베르첼리    | 3–0 | 1–1 | 3–0 | 1–0 | 3–1 | 2–0 | 3–0 | 1–0 |     | 4–2 |
| 피에몬테         | 1–1 | 0–3 | 1–2 | 1–4 | 0–2 | 0–2 | 2–1 | 0–3 | 1–6 |     |

출처: Lega Serie A
색상: 파랑 = 홈팀 승; 노랑 = 무승부; 빨강 = 원정 팀 승.
아직 치러지지 않은 경기 중 a표시는 그에 대한 문서가 있다는 것을 표시함.

#### 일정
| 홈 (1라운드) | 홈 (1라운드) | 대진 1                        | 홈 (10라운드) | 홈 (10라운드) |
|              |              |                               |               |               |
| 10월 8일     | 1-1          | 밀란-피에몬테                 | 3-0           | 12월 10일     |
| 4월 21일     | 0-2          | 안드레아 도리아-프로 베르첼리 | 0-3           | 12월 10일     |
| 3월 31일     | 3-2          | 제노아-US 밀라네세            | 2-3           | 12월 10일     |
| 10월 8일     | 0-3          | 카살레-인테르                 | 1-0           | 12월 10일     |
| 10월 8일     | 2-1          | 토리노-유벤투스               | 1-1           | 12월 10일     |

| 홈 (2라운드) | 홈 (2라운드) | 대진 2                      | 홈 (11라운드) | 홈 (11라운드) |
|              |              |                             |               |               |
| 10월 15일    | 1-2          | US 밀라네세-안드레아 도리아 | 2-4           | 12월 17일     |
| 10월 15일    | 1-5          | 유벤투스-제노아             | 0-2           | 12월 17일     |
| 10월 15일    | 1-1          | 인테르-토리노               | 1-2           | 12월 17일     |
| 10월 15일    | 1-1          | 프로 베르첼리-밀란          | 2-2           | 12월 17일     |
| 10월 15일    | 2-1          | 피에몬테-카살레             | 0-2           | 12월 17일     |

| 홈 (1라운드) | 홈 (1라운드) | 대진 1                        | 홈 (10라운드) | 홈 (10라운드) |
|              |              |                               |               |               |
| 10월 8일     | 1-1          | 밀란-피에몬테                 | 3-0           | 12월 10일     |
| 4월 21일     | 0-2          | 안드레아 도리아-프로 베르첼리 | 0-3           | 12월 10일     |
| 3월 31일     | 3-2          | 제노아-US 밀라네세            | 2-3           | 12월 10일     |
| 10월 8일     | 0-3          | 카살레-인테르                 | 1-0           | 12월 10일     |
| 10월 8일     | 2-1          | 토리노-유벤투스               | 1-1           | 12월 10일     |

| 홈 (2라운드) | 홈 (2라운드) | 대진 2                      | 홈 (11라운드) | 홈 (11라운드) |
|              |              |                             |               |               |
| 10월 15일    | 1-2          | US 밀라네세-안드레아 도리아 | 2-4           | 12월 17일     |
| 10월 15일    | 1-5          | 유벤투스-제노아             | 0-2           | 12월 17일     |
| 10월 15일    | 1-1          | 인테르-토리노               | 1-2           | 12월 17일     |
| 10월 15일    | 1-1          | 프로 베르첼리-밀란          | 2-2           | 12월 17일     |
| 10월 15일    | 2-1          | 피에몬테-카살레             | 0-2           | 12월 17일     |

| 홈 (3라운드) | 홈 (3라운드) | 대진 3                   | 홈 (12라운드) | 홈 (12라운드) |
|              |              |                          |               |               |
| 10월 22일    | 6-0          | 밀란-US 밀라네세         | 5-1           | 1월 7일       |
| 10월 22일    | 4-0          | 유벤투스-안드레아 도리아 | 0-1           | 1월 7일       |
| 10월 22일    | 3-2          | 제노아-인테르            | 3-1           | 1월 7일       |
| 10월 22일    | 1-0          | 토리노-카살레            | 2-2           | 1월 7일       |
| 10월 22일    | 1-6          | 피에몬테-프로 베르첼리   | 2-4           | 1월 7일       |

| 홈 (4라운드) | 홈 (4라운드) | 대진 4                    | 홈 (13라운드) | 홈 (13라운드) |
|              |              |                           |               |               |
| 10월 29일    | 0-7          | US 밀라네세-프로 베르첼리 | 0-3           | 1월 14일      |
| 10월 29일    | 0-4          | 유벤투스-밀란             | 1-8           | 1월 14일      |
| 10월 29일    | 4-0          | 인테르-안드레아 도리아    | 2-0           | 1월 14일      |
| 10월 29일    | 1-2          | 카살레-제노아             | 1-1           | 1월 14일      |
| 10월 29일    | 2-1          | 토리노-피에몬테           | 3-0           | 1월 14일      |

| 홈 (3라운드) | 홈 (3라운드) | 대진 3                   | 홈 (12라운드) | 홈 (12라운드) |
|              |              |                          |               |               |
| 10월 22일    | 6-0          | 밀란-US 밀라네세         | 5-1           | 1월 7일       |
| 10월 22일    | 4-0          | 유벤투스-안드레아 도리아 | 0-1           | 1월 7일       |
| 10월 22일    | 3-2          | 제노아-인테르            | 3-1           | 1월 7일       |
| 10월 22일    | 1-0          | 토리노-카살레            | 2-2           | 1월 7일       |
| 10월 22일    | 1-6          | 피에몬테-프로 베르첼리   | 2-4           | 1월 7일       |

| 홈 (4라운드) | 홈 (4라운드) | 대진 4                    | 홈 (13라운드) | 홈 (13라운드) |
|              |              |                           |               |               |
| 10월 29일    | 0-7          | US 밀라네세-프로 베르첼리 | 0-3           | 1월 14일      |
| 10월 29일    | 0-4          | 유벤투스-밀란             | 1-8           | 1월 14일      |
| 10월 29일    | 4-0          | 인테르-안드레아 도리아    | 2-0           | 1월 14일      |
| 10월 29일    | 1-2          | 카살레-제노아             | 1-1           | 1월 14일      |
| 10월 29일    | 2-1          | 토리노-피에몬테           | 3-0           | 1월 14일      |

| 홈 (5라운드) | 홈 (5라운드) | 대진 5                 | 홈 (14라운드) | 홈 (14라운드) |
|              |              |                        |               |               |
| 11월 5일     | 2-1          | 밀란-인테르            | 3-0           | 1월 21일      |
| 11월 5일     | 2-1          | 안드레아 도리아-카살레 | 0-3           | 1월 21일      |
| 11월 5일     | 2-2          | 제노아-토리노          | 2-2           | 1월 21일      |
| 11월 5일     | 1-0          | 프로 베르첼리-유벤투스 | 3-1           | 1월 21일      |
| 11월 5일     | 1-1          | 피에몬테-US 밀라네세   | 1-3           | 5월 5일       |

| 홈 (6라운드) | 홈 (6라운드) | 대진 6                 | 홈 (15라운드) | 홈 (15라운드) |
|              |              |                        |               |               |
| 11월 12일    | 1-1          | 유벤투스-US 밀라네세   | 0-2           | 1월 28일      |
| 11월 12일    | 2-1          | 인테르-프로 베르첼리   | 1-3           | 1월 28일      |
| 11월 12일    | 5-1          | 제노아-피에몬테        | 2-0           | 1월 28일      |
| 11월 12일    | 0-1          | 카살레-밀란            | 0-6           | 1월 28일      |
| 11월 12일    | 2-0          | 토리노-안드레아 도리아 | 1-3           | 3월 24일      |

| 홈 (5라운드) | 홈 (5라운드) | 대진 5                 | 홈 (14라운드) | 홈 (14라운드) |
|              |              |                        |               |               |
| 11월 5일     | 2-1          | 밀란-인테르            | 3-0           | 1월 21일      |
| 11월 5일     | 2-1          | 안드레아 도리아-카살레 | 0-3           | 1월 21일      |
| 11월 5일     | 2-2          | 제노아-토리노          | 2-2           | 1월 21일      |
| 11월 5일     | 1-0          | 프로 베르첼리-유벤투스 | 3-1           | 1월 21일      |
| 11월 5일     | 1-1          | 피에몬테-US 밀라네세   | 1-3           | 5월 5일       |

| 홈 (6라운드) | 홈 (6라운드) | 대진 6                 | 홈 (15라운드) | 홈 (15라운드) |
|              |              |                        |               |               |
| 11월 12일    | 1-1          | 유벤투스-US 밀라네세   | 0-2           | 1월 28일      |
| 11월 12일    | 2-1          | 인테르-프로 베르첼리   | 1-3           | 1월 28일      |
| 11월 12일    | 5-1          | 제노아-피에몬테        | 2-0           | 1월 28일      |
| 11월 12일    | 0-1          | 카살레-밀란            | 0-6           | 1월 28일      |
| 11월 12일    | 2-0          | 토리노-안드레아 도리아 | 1-3           | 3월 24일      |

| 홈 (7라운드) | 홈 (7라운드) | 대진 7                 | 홈 (16라운드) | 홈 (16라운드) |
|              |              |                        |               |               |
| 11월 19일    | 0-5          | US 밀라네세-인테르     | 0-2           | 3월 24일      |
| 11월 19일    | 3-1          | 밀란-토리노            | 6-1           | 2월 4일       |
| 11월 19일    | 1-2          | 안드레아 도리아-제노아 | 1-1           | 2월 4일       |
| 11월 19일    | 3-0          | 프로 베르첼리-카살레   | 2-1           | 3월 24일      |
| 11월 19일    | 1-4          | 피에몬테-유벤투스      | 2-5           | 3월 24일      |

| 홈 (8라운드) | 홈 (8라운드) | 대진 8                   | 홈 (17라운드) | 홈 (17라운드) |
|              |              |                          |               |               |
| 5월 12일     | 8-0          | 안드레아 도리아-피에몬테 | 2-1           | 3월 31일      |
| 11월 26일    | 6-1          | 인테르-유벤투스          | 4-0           | 2월 11일      |
| 11월 26일    | 1-0          | 제노아-밀란              | 0-1           | 4월 28일      |
| 11월 26일    | 2-0          | 카살레-US 밀라네세       | 1-0           | 2월 11일      |
| 11월 26일    | 1-5          | 토리노-프로 베르첼리     | 0-1           | 2월 11일      |

| 홈 (7라운드) | 홈 (7라운드) | 대진 7                 | 홈 (16라운드) | 홈 (16라운드) |
|              |              |                        |               |               |
| 11월 19일    | 0-5          | US 밀라네세-인테르     | 0-2           | 3월 24일      |
| 11월 19일    | 3-1          | 밀란-토리노            | 6-1           | 2월 4일       |
| 11월 19일    | 1-2          | 안드레아 도리아-제노아 | 1-1           | 2월 4일       |
| 11월 19일    | 3-0          | 프로 베르첼리-카살레   | 2-1           | 3월 24일      |
| 11월 19일    | 1-4          | 피에몬테-유벤투스      | 2-5           | 3월 24일      |

| 홈 (8라운드) | 홈 (8라운드) | 대진 8                   | 홈 (17라운드) | 홈 (17라운드) |
|              |              |                          |               |               |
| 5월 12일     | 8-0          | 안드레아 도리아-피에몬테 | 2-1           | 3월 31일      |
| 11월 26일    | 6-1          | 인테르-유벤투스          | 4-0           | 2월 11일      |
| 11월 26일    | 1-0          | 제노아-밀란              | 0-1           | 4월 28일      |
| 11월 26일    | 2-0          | 카살레-US 밀라네세       | 1-0           | 2월 11일      |
| 11월 26일    | 1-5          | 토리노-프로 베르첼리     | 0-1           | 2월 11일      |

| \| 홈 (9라운드) \| 홈 (9라운드) \| 대진 9 \| 홈 (18라운드) \| 홈 (18라운드) \| \| \| \| \| \| \| \| 12월 3일 \| 0-1 \| US 밀라네세-토리노 \| 2-6 \| 2월 18일 \| \| 12월 3일 \| 4-0 \| 밀란-안드레아 도리아 \| 4-0 \| 2월 18일 \| \| 12월 3일 \| 2-2 \| 유벤투스-카살레 \| 0-2 \| 2월 18일 \| \| 12월 3일 \| 2-0 \| 프로 베르첼리-제노아 \| 1-0 \| 2월 18일 \| \| 12월 3일 \| 0-2 \| 피에몬테-인테르 \| 1-5 \| 2월 18일 \| |              |                      |               |               |
| 홈 (9라운드) | 홈 (9라운드) | 대진 9               | 홈 (18라운드) | 홈 (18라운드) |
| |              |                      |               |               |
| 12월 3일 | 0-1          | US 밀라네세-토리노   | 2-6           | 2월 18일      |
| 12월 3일 | 4-0          | 밀란-안드레아 도리아 | 4-0           | 2월 18일      |
| 12월 3일 | 2-2          | 유벤투스-카살레      | 0-2           | 2월 18일      |
| 12월 3일 | 2-0          | 프로 베르첼리-제노아 | 1-0           | 2월 18일      |
| 12월 3일 | 0-2          | 피에몬테-인테르      | 1-5           | 2월 18일      |

| 홈 (9라운드) | 홈 (9라운드) | 대진 9               | 홈 (18라운드) | 홈 (18라운드) |
|              |              |                      |               |               |
| 12월 3일     | 0-1          | US 밀라네세-토리노   | 2-6           | 2월 18일      |
| 12월 3일     | 4-0          | 밀란-안드레아 도리아 | 4-0           | 2월 18일      |
| 12월 3일     | 2-2          | 유벤투스-카살레      | 0-2           | 2월 18일      |
| 12월 3일     | 2-0          | 프로 베르첼리-제노아 | 1-0           | 2월 18일      |
| 12월 3일     | 0-2          | 피에몬테-인테르      | 1-5           | 2월 18일      |

### 기록

#### 구단 기록

##### 선두 변화
- 3라운드부터 4라운드까지: 토리노
- 7라운드: 밀란
- 8라운드: 제노아
- 9라운드부터 18라운드까지: 밀란
- 재경기 후: 프로 베르첼리

|    | —— | ——     | ——     | —— | —— | —— | —— | ——   | ——   | ——   | ——   | ——   | ——   | ——   | ——   | ——   | ——   | ——  | —— |  |
|    |    | 토리노 | 토리노 |    |    | 밀 | 제 | 밀란 | 밀란 | 밀란 | 밀란 | 밀란 | 밀란 | 밀란 | 밀란 | 밀란 | 밀란 | 베  |    |  |
|    |    |        |        |    |    |    |    |      |      |      |      |      |      |      |      |      |      |     |    |  |
|    |    |        |        |    |    |    |    |      |      |      |      |      |      |      |      |      |      |     |    |  |
| 1ª | 2ª | 3ª     | 4ª     | 5ª | 6ª | 7ª | 8ª | 9ª   | 10ª  | 11ª  | 12ª  | 13ª  | 14ª  | 15ª  | 16ª  | 17ª  | 18ª  | 19ª |    |  |

##### 시간 순 승점
|                 | 1 | 2 | 3 | 4 | 5 | 6  | 7  | 8  | 9  | 10 | 11 | 12 | 13 | 14 | 15 | 16 | 17 | 18 | 재 |
| --------------- | - | - | - | - | - | -- | -- | -- | -- | -- | -- | -- | -- | -- | -- | -- | -- | -- | -- |
| US 밀라네세     | 0 | 0 | 0 | 0 | 1 | 2  | 2  | 2  | 2  | 4  | 4  | 4  | 4  | 4  | 6  | 6  | 6  | 6  | 8  |
| 밀란            | 1 | 2 | 4 | 6 | 8 | 10 | 12 | 12 | 14 | 16 | 17 | 19 | 21 | 23 | 25 | 27 | 27 | 29 | 31 |
| 안드레아 도리아 | 0 | 2 | 2 | 2 | 4 | 4  | 4  | 4  | 4  | 4  | 6  | 8  | 8  | 8  | 8  | 9  | 9  | 9  | 15 |
| 유벤투스        | 0 | 0 | 2 | 2 | 2 | 3  | 5  | 5  | 6  | 7  | 7  | 7  | 7  | 7  | 7  | 7  | 7  | 7  | 9  |
| 인테르          | 2 | 3 | 3 | 5 | 5 | 7  | 9  | 11 | 13 | 13 | 13 | 13 | 15 | 15 | 15 | 17 | 19 | 21 | 21 |
| 제노아          | 0 | 2 | 4 | 6 | 7 | 9  | 11 | 13 | 13 | 13 | 15 | 17 | 18 | 19 | 19 | 20 | 20 | 20 | 24 |
| 카살레          | 0 | 0 | 0 | 0 | 0 | 0  | 0  | 2  | 3  | 5  | 7  | 8  | 9  | 11 | 11 | 11 | 13 | 15 | 15 |
| 토리노          | 2 | 3 | 5 | 7 | 8 | 10 | 10 | 10 | 12 | 13 | 15 | 16 | 18 | 19 | 19 | 19 | 19 | 21 | 21 |
| 프로 베르첼리   | 0 | 1 | 3 | 5 | 7 | 7  | 9  | 11 | 13 | 15 | 16 | 18 | 20 | 22 | 24 | 24 | 26 | 28 | 32 |
| 피에몬테        | 1 | 3 | 3 | 3 | 4 | 4  | 4  | 4  | 4  | 4  | 4  | 4  | 4  | 4  | 4  | 4  | 4  | 4  | 4  |

| - 범례 : 승리 무승부 패배 | - 비고 : 여러번의 경기 연기로 인해, 위 순위가 구단의 실 성적을 충분히 반영하지 못할 수 있다. |

##### 조건별 순위
| 전반기          | 전반기 | 후반기          | 후반기 |
|                 |        |                 |        |
| 제노아          | 15     | 밀란            | 17     |
| 프로 베르첼리   | 15     | 프로 베르첼리   | 17     |
| 밀란            | 14     | 카살레          | 12     |
| 인테르          | 13     | 안드레아 도리아 | 9      |
| 토리노          | 12     | 제노아          | 9      |
| 안드레아 도리아 | 6      | 토리노          | 9      |
| 유벤투스        | 6      | 인테르          | 8      |
| 피에몬테        | 4      | US 밀라네세     | 6      |
| 카살레          | 3      | 유벤투스        | 3      |
| US 밀라네세     | 2      | 피에몬테        | 0      |

| 홈              | 홈 | 원정            | 원정 |
|                 |    |                 |      |
| 프로 베르첼리   | 17 | 밀란            | 15   |
| 밀란            | 16 | 프로 베르첼리   | 15   |
| 제노아          | 13 | 제노아          | 11   |
| 토리노          | 13 | 인테르          | 10   |
| 인테르          | 11 | 토리노          | 8    |
| 안드레아 도리아 | 10 | 카살레          | 6    |
| 카살레          | 9  | 안드레아 도리아 | 5    |
| 유벤투스        | 7  | US 밀라네세     | 2    |
| US 밀라네세     | 6  | 유벤투스        | 2    |
| 피에몬테        | 3  | 피에몬테        | 1    |

##### 기록
구단 기록
- 최다 승리: 프로 베르첼리 (15)
- 최소 패배: 프로 베르첼리, 밀란 (1)
- 최다 득점: 밀란 (60득점)
- 최소 실점: 밀란 (10실점)
- 최고 득점율: 밀란 (6/경기)
- 최다 무승부: 토리노 (5)
- 최소 승리: 피에몬테 (1)
- 최다 패배: 피에몬테 (15)
- 최소 득점: 피에몬테 (15 득점)
- 최다 실점: 피에몬테 (59 실점)
- 최저 득점율: 피에몬테 (0.25/경기)

## 에밀리아-베네토 대회

### 참가 구단
| 구단        | 도시     | 홈 경기장                      | 지난 시즌                                  |
| ----------- | -------- | ------------------------------ | ------------------------------------------ |
| 볼로냐      | 볼로냐   | 캄포 스포르티보 체소이아       | 프리마 카테고리아 에밀리아-베네토 대회 3위 |
| 엘라스      | 베로나   | 스타디오 마르칸토니오 벤테고디 | 프리마 카테고리아 에밀리아-베네토 대회 2위 |
| 베네치아    | 베네치아 | 베키오 캄포 디 산텔라          | 프리마 카테고리아 에밀리아-베네토 대회 4위 |
| L.R. 비첸차 | 비첸차   |                                | 프리마 카테고리아 결승전                   |

### 최종 순위
| 순위 | 팀           | 경기 | 승 | 무 | 패 | 득 | 실 | 차 | 승점 |
| ---- | ------------ | ---- | -- | -- | -- | -- | -- | -- | ---- |
| 1    | 베네치아 (A) | 6    | 3  | 1  | 2  | 8  | 12 | -4 | 7    |
| 2    | L.R. 비첸차  | 6    | 3  | 0  | 3  | 10 | 7  | +3 | 6    |
| 2    | 엘라스       | 6    | 2  | 2  | 2  | 9  | 9  | 0  | 6    |
| 3    | 볼로냐       | 6    | 2  | 1  | 3  | 10 | 9  | +1 | 5    |

| - 범례 : 결승전 진출 | - 참고 : 승리 시 2점, 무승부 1점, 패배 시 0점 동일 승점은 동일 순위 |

### 경기 결과

#### 클럽 간 결과
| 원정홈      | VEN | BOL | VIC | HEL |
| 베네치아    |     | 2–1 | 1–0 | 3–2 |
| 볼로냐      | 3–0 |     | 3–2 | 2–2 |
| L.R. 비첸차 | 5–1 | 1–0 |     | 1–0 |
| 엘라스      | 1–1 | 2–1 | 2–1 |     |

출처: Lega Serie A
색상: 파랑 = 홈팀 승; 노랑 = 무승부; 빨강 = 원정 팀 승.
아직 치러지지 않은 경기 중 a표시는 그에 대한 문서가 있다는 것을 표시함.

#### 일정
| 홈 (1라운드) | 홈 (1라운드) | 대진 1        | 원정 (4라운드) | 원정 (4라운드) |
|              |              |               |                |                |
| 12월 3일     | 2-1          | 엘라스-비첸차 | 0-1            | 1월 15일       |

| 홈 (2라운드) | 홈 (2라운드) | 대진 2          | 원정 (5라운드) | 원정 (5라운드) |
|              |              |                 |                |                |
| 12월 10일    | 2-2          | 볼로냐-엘라스   | 1-2            | 1월 21일       |
| 12월 10일    | 5-1          | 비첸차-베네치아 | 0-1            | 1월 21일       |

| 홈 (3라운드) | 홈 (3라운드) | 대진 3          | 원정 (6라운드) | 원정 (6라운드) |
|              |              |                 |                |                |
| 12월 17일    | 3-2          | 베네치아-엘라스 | 1-1            | 1월 29일       |
| 12월 17일    | 3-2          | 볼로냐-비첸차   | 0-1            | 1월 29일       |

| 홈 (4라운드) | 홈 (4라운드) | 대진 4          | 원정 (6라운드) | 원정 (6라운드) |
|              |              |                 |                |                |
| 1월 14일     | 3-0          | 볼로냐-베네치아 | 1-2            | 2월 4일        |

## 결승전
| 베네치아 | 0 – 6 | 프로 베르첼리 |
| -------- | ----- | ------------- |
|          |       |               |

| 프로 베르첼리 | 7 – 0 | 베네치아 |
| ------------- | ----- | -------- |
|               |       |          |